# Loi monétaire prussienne du 4 décembre 1871
La loi monétaire prussienne du 4 décembre 1871 votée par le nouveau Reichstag d'une Allemagne qui vient d'être unifiée, à l'instigation du chancelier Bismarck, fut la première étape décisive vers l'adoption de l'étalon-or dans l'Empire allemand, puis en Europe, mais aussi l'une des causes de la spéculation immobilière à Berlin qui a débouché sur le krach boursier de 1873, suivi par la Grande Dépression (1873-1896).
Cette loi oblige la France à verser une indemnité de guerre de 5 milliards de francs, soit près de 15 % du PIB français, et dans une nouvelle monnaie, le mark-or. Elle a été complétée par la loi monétaire allemande du 9 juillet 1873, qui réalise l'unification monétaire de l'Allemagne et fait du mark-or une monnaie commerciale, puis la création en 1875 de la Reichsbank, la Banque centrale du nouvel Empire allemand.

## Histoire

### L'environnement économique
Jusqu'en 1871, avant l'Unité allemande, le territoire de l'actuelle Allemagne était sous un régime proche de l'étalon-argent exclusif, avec 31 banques d’émission privées qui opèrent chacune conformément aux législations des différents États. Mais dès 1838, le débat sur l'étalon-or anima les congrès économiques allemands. Alors que la croissance allemande s'accélère, les milieux d’affaires réclament une standardisation de la frappe de la monnaie, selon le système décimal, pour simplifier les échanges. Le 26 juillet 1867, une première « Constitution de la confédération de l’Allemagne du Nord » déclare que la réglementation de la frappe de la monnaie, des poids et mesures doit être unifiée. Ils plaident également pour l’introduction de l’étalon-or, déjà quasiment effectif au Royaume-Uni, dans l'espoir de relier la monnaie allemande à la livre britannique, monnaie des échanges internationaux, commerciaux mais aussi financiers. En 1870, une première loi a interdit la création de nouvelles banques centrales au sein du nouvel Empire allemand.
Par ailleurs, au printemps 1871, a débuté l'affaire de l'Emma Silver Mine, spéculation sur une mine d'argent de l'Utah auprès d'investisseurs anglais, relayée par un sénateur américain qui était le conseiller juridique des compagnies minières se disputant les riches filons d'argent-métal du Comstock, dans le Nevada. En novembre 1871, le président américain Ulysses S. Grant se fâche et demande que son ambassadeur à Londres s'abstienne de faire monter les cours de cette mine d'argent-métal.

### L'indemnité de guerre française
Après la guerre franco-prussienne de 1870 et sa défaite militaire, l'État français est contraint d'émettre sur le marché obligataire pour 5 milliards de francs, soit près de 15 % du PIB français, qui vont directement servir à indemniser son vainqueur, la Prusse, devenue l'Empire allemand. La loi monétaire prussienne du 4 décembre 1871 exige que cette indemnité de guerre soit versée dans une nouvelle monnaie, le mark-or, ou Goldmark, ce qui permet à l'Allemagne de se constituer des réserves en métal jaune : 120 millions de Goldmark entrent dans ses caisses. Selon des estimations, au cours des sept années qui ont suivi, un tiers des premiers Goldmark provenait de Paris, via l'indemnité de guerre dont étaient redevables les battus. La première loi ne consacre cependant pas encore l'étalon-or, ni même la généralisation du Goldmark. Elle interdit cependant la frappe de l’argent et prévoit la frappe de pièces en or de 10 marks et de 20 marks, subdivisées en pfennig.
Conséquence directe, la dette publique est doublée et 4 millions de Français sont inscrits au « Grand livre » de la dette publique 1880 contre 1,5 million en 1870. Les banques françaises développent pendant cette décennie leur réseau de banques commerciales, afin de drainer cette épargne, alors que le krach de 1873 puis celui de l'Union générale en 1882 ont rendu la banque d'investissement très dangereuse. C'est l'âge d'or des grandes banques de dépôts.

### L'extension aux échanges commerciaux
Monnaie de remboursement, le Goldmark fait forte impression, ce qui incite l'Empire allemand à voter la loi monétaire allemande du 9 juillet 1873, qui réalise l'unification monétaire complète, par la frappe d'une monnaie d'or commune : le Goldmark devient aussi une monnaie commerciale, remplaçant le thaler. Une Banque centrale unique à tout l'Empire allemand, la Reichsbank, garante du Goldmark, fut ensuite créée en 1875 mais eut du mal à s'imposer, les premiers billets de banque à gros montants n'apparaissant qu'en 1908. Sa fondation confirme cependant l'orientation vers un système d'étalon-or. Le Goldmark aura ensuite cours forcé à partir d'août 1914, avec le Papiermark, et sera remplacé par le Reichsmark après 1924.